# Joumine
Joumine (arabe : جومين) est une ville tunisienne située dans le gouvernorat de Bizerte.
La municipalité de Joumine est créée par le décret gouvernemental n°2015-1277 du 11 septembre 2015. Elle est le chef-lieu de la délégation de Joumine.
La ville se trouve dans les massifs des Mogods, dans la région de la Kroumirie. 